# Tissaf
Tissaf  (in arabo تيساف‎?) è un centro abitato e comune rurale del Marocco situato nella provincia di Boulemane, regione di Fès-Meknès. Conta una popolazione di 10 191 abitanti (censimento 2014).